# Приморский (Приморский край)
Примо́рский — посёлок городского типа в Хасанском районе Приморского края. Административный центр и единственный населённый пункт Приморского городского поселения.

## Географическое положение
Посёлок находится между рек Кедровая и Барабашевка, в километре от берега Амурского залива, на расстоянии 30 км (по прямой) от посёлка городского типа Славянка, административного центра района, и 22 км (по прямой) от города Владивосток, административного центра края.

## История
Поселок был основан корейцами в 1885 году. Первоначальное название — Усть-Монгугай (сначала — просто Монгугай, по наименованию реки). Есть мнение, что река была названа по имени китайца-первопоселенца Мо-Гу-Гея. В 1950 году населённый пункт был отнесён к категории рабочих посёлков с присвоением наименования Приморский.

## Население
| 1902  | 1959  | 1970  | 1979  | 1989  | 2002  |
| ----- | ----- | ----- | ----- | ----- | ----- |
| 314   | ↗1559 | ↘1408 | ↗1457 | ↗1509 | ↗1750 |
| 2005  | 2009  | 2010  | 2011  | 2012  | 2013  |
| ↘1517 | ↘1308 | ↗2241 | ↘2223 | ↘2141 | ↘2080 |
| 2014  | 2015  | 2016  | 2017  | 2018  | 2019  |
| ↘2024 | ↘2007 | ↘1969 | ↘1949 | ↘1910 | ↘1857 |
| 2020  | 2021  | 2023  | 2024  |       |       |
| ↘1842 | ↘1412 | ↘1299 | ↘1214 |       |       |

### Половой состав
Согласно результатам переписи 2002 года, в гендерной структуре населения мужчины составляли 70,2 %, женщины — соответственно 29,8 %.

### Динамика населения
| Годы | Рождений | Смертей | Е.п | Миграция | Рождаемость ‰ | Смертность ‰ | Е.п. ‰ | Миграция ‰ |
| ---- | -------- | ------- | --- | -------- | ------------- | ------------ | ------ | ---------- |
| 2012 | 17       | 16      | 1   | -60      | 8,17          | 7,69         | 0,48   | -28,85     |
| 2013 | 15       | 20      | -5  | -61      | 7,41          | 9,88         | -2,47  | -30,14     |
| 2014 | 23       | 12      | 11  | -6       | 11,46         | 5,98         | 5,48   | -2,99      |
| 2015 | 13       | 21      | -8  | -46      | 6,60          | 10,67        | -4,06  | -23,36     |

## Улицы
| - ул. Весенняя, - ул. Гагарина, - ул. Заповедная, - ул. Кедровая, - ул. Лазо, | - ул. Молодёжная, - ул. Морская, - ул. Нагорная, - ул. Пограничная, - ул. Пушкинская, | - ул. Рабочая, - ул. Советская, - ул. Суханова, - ул. Центральная. |

## Инфраструктура
В посёлке функционируют Приморская дистанция пути ПЧ-12 ДВЖД, 12-й Учебный центр Погрануправления ФСБ России по Приморскому краю, исправительная колония-поселение № 26, заповедник «Кедровая падь», обслуживающие организации.

## Траснпорт
В посёлке находится железнодорожная станция Приморская на линии Барановский — Хасан.